# Usedlost čp. 13 (Salajna)
Vesnická usedlost čp. 13 stojí v části obce Salajna v obci Dolní Žandov v okrese Cheb. Je chráněna jako kulturní památka České republiky. Usedlost je součástí vesnické památkové zóny Salajna.

## Historie

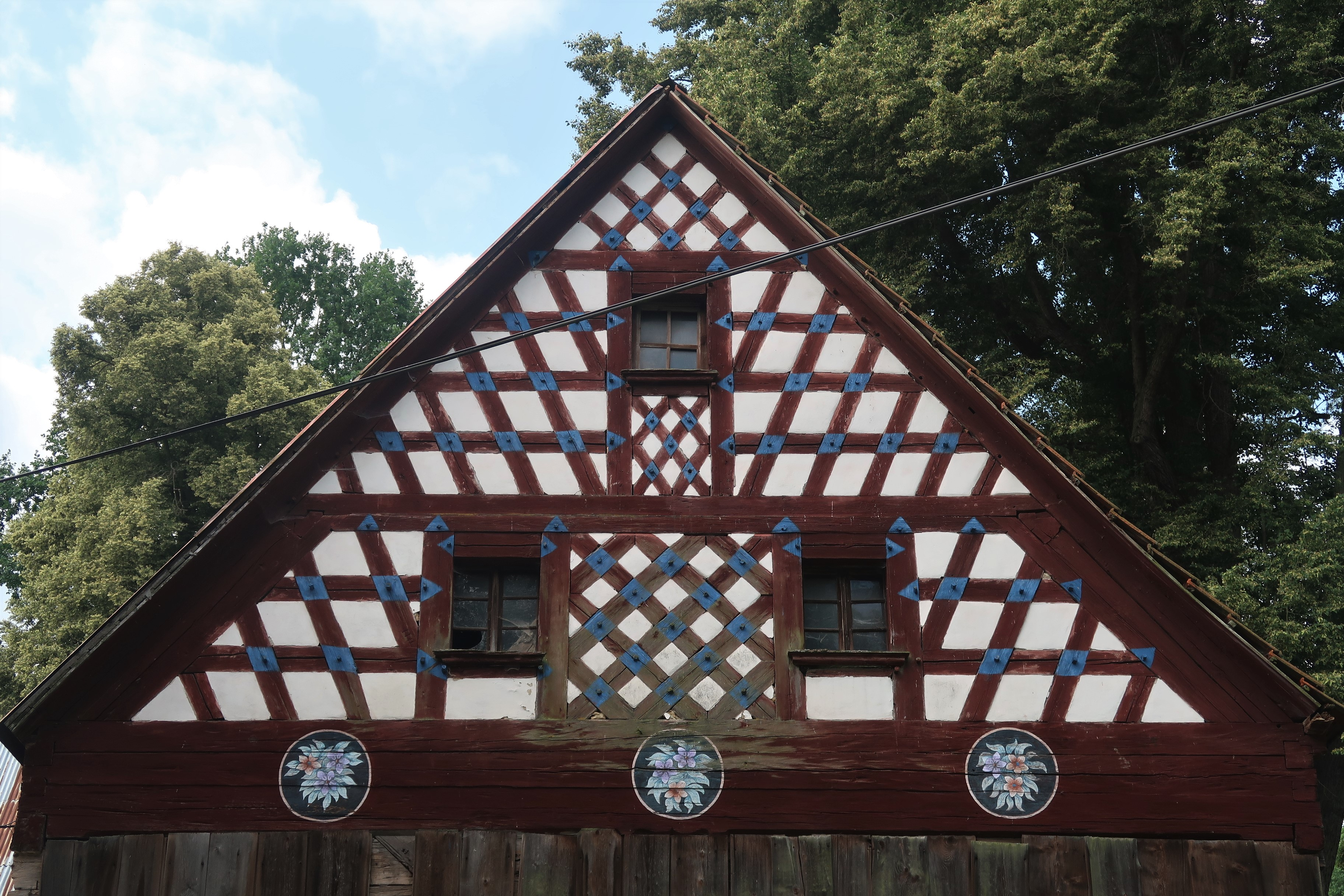
Detail štítu usedlosti č.p. 13

Usedlost byla postavena kolem roku 1800 u Šitbořského potoka a silnice vedoucí k Dolnímu Žandovu. Je představitelem lidové architektury uzavřeného dvora chebského typu, tzv. francký dům. V roce 1963 byla zapsána do státního seznamu kulturních památek.

## Popis
Usedlost je uzavřený rozlehlý čtvercový dvorec obklopený obytnou budovou, chlévy, kůlnou a stodolou.

### Obytná budova
Obytná budova je patrová stavba, která byla postavena na půdorysu obdélníku. Původní roubené přízemí je zděné se třemi okenními osami a na něm je roubený věnec s hrázděným patrem, ve kterém se dochovala okna s původními dřevěnými rámy a trojúhelníkovými frontony. Obytný dům má sedlovou střechu krytou střešními taškami. Na roubeném věnci je obnovená výzdoba malovaných květinových terčů. Zadní štítové průčelí přechází do dekorativně členěného hrázděného štítu s typickým šikmým šachováním.

### Kůlna
Kolmo k obytné budově je postavena na půdorysu obdélníku kůlna. Je otevřena do dvora a podepřena dřevěnými kůly. Na roubeném věnci na ven vyložených nosných trámech je položena sedlová střecha. Hrázděný štít je dekorativně členěný šikmým šachováním jako protější štít obytné budovy. Stěny kůlny jsou bedněné. Uvnitř kůlny je datace 1805 a monogram stavebníka HGK.
Štít kůlny byl v roce 2013 vyobrazen na poštovní známce. Návrh vytvořil akademický malíř Jan Kavan, rytinu vytvořil grafik a rytec Bohumil Šneider.